# دکتر جان (مجموعه تلویزیونی)
دکتر جان (کره‌ای: 의사요한; لاتین‌نویسی اصلاح‌شده: Uisayohan) یک مجموعهٔ تلویزیونی کره جنوبی سال ۲۰۱۹ با بازی جی سونگ، لی سه یونگ، لی کیو هیونگ و هوانگ هی است. این مجموعه بر پایهٔ رمان ژاپنی در دست خدا اثر یو کوساکابه است و از ۱۹ ژوئیه تا ۷ سپتامبر ۲۰۱۹، روزهای جمعه و شنبه ساعت ۲۲:۰۰ (کی‌اس‌تی) از اس‌بی‌اس پخش شد. این مجموعه در ایران با نام دکتر یوهان در اردیبهشت ۱۴۰۲ از شبکه پنج سیما پخش شد.

## خلاصهٔ داستان
چا یو هان (جی سونگ) دکتر بیهوشی نابغه‌ای است که به خاطر نبوغ زیادش شخصیتی مغرور دارد. او به لقب دکتر ده ثانیه‌ای معروف است چون می‌تواند سریعاً نوع بیماری را تشخیص دهد. کانگ شی یونگ (لی سه یونگ) رزیدنت بیهوشی است که در همان بیمارستان کار می‌کند و شخصیتی گرم و ذهنی هوشمند دارد و با دقت به بیمارانش گوش می‌کند. بیماران مختلف با دردهای حاد یا مزمن به این بیمارستان می‌آیند و چا یو هان و کانگ شی یونگ تلاش می‌کنند که تا علت دردشان را پیدا کنند.

## بازیگران

### اصلی
- جی سونگ در نقش چا یو هان / جان چا[۵]
  - پارک شی وان در نقش جوانی یو هان
- لی سه یونگ در نقش کانگ شی یونگ[۶]
- لی کیو هیونگ در نقش سون سوک کی[۷]
- هوانگ هی در نقش لی یو جون[۸]
- شین دونگ می در نقش چه اون جونگ